# Distretto di Ripky
Il distretto di Ripky (in ucraino Ріпкинський район?) era un distretto (rajon) dell'Ucraina, situato nell'oblast' di Černihiv. Il suo capoluogo era Ripky. È stato soppresso con la riforma amministrativa del 2020.